# Arma Reforger
Arma Reforger — компьютерная игра в жанре тактического шутера, разработанная и изданная чешской компанией Bohemia Interactive. Выход игры в раннем доступе состоялся одновременно с анонсом 17 мая 2022 года на платформах Microsoft Windows и Xbox Series X/S. 16 ноября 2023 вышел окончательный релиз.

## Сюжет
Действие игры разворачивается на острове Эверон в 1989 году, в период Холодной войны. Игроки могут принять участие в сражениях между армиями США и СССР, так и повстанческой группировкой Freedom and Independence Army (с англ. — «Армия Свободы и Независимости») и создавать собственные сценарии боевых действий через внутриигровой редактор.

## Игровой процесс
Игра предлагает три основных режима: многопользовательский «Conflict» и «Combat Ops», а также редактор сценариев «Game Master», позволяющий игрокам создавать пользовательские миссии во внутриигровой мастерской.